# Mountain View, Kalifornija
Mountain View je grad u Santa Clara okružju u površini zaljeva San Francisca. Ime je dobio po pogledu na Santa Cruz planine. Grad dijeli granice s gradovima Palo Alto, Los Altos, i Sunnyvale, kao i Moffett federalni aerodrom i San Francisco zaljevom. Stanovnika je bilo 74,066 po popisu iz 2010.
Pošto se nalazi u Silicijskoj dolini dom je velikom broju tehnoloških tvrtki. 1956., laboratorij Shockley Semiconductor je bila prva tvrtka koja je razvijala silicijske poluvodiče te je zato i grad dobio ime (engl. Sillicon Valley - "Silicijska dolina"). Danas mnoge tehnološke tvrtke imaju svoje sjedište upravo u ovom gradu uključući neke od "Bogatih 1000" (engl. Fortune 1000): Google, Symantec, Intuit, itd.